# Psykofil
Psykofil (av grekiska psyché, egentligen fjäril, och filos, vän) kallas en växt, vars blommor är tillpassade till pollination genom dagfjärilar, till exempel Dianthus. Honungen ligger hos dessa blommor på bottnen av ett långt rör.